# Jean-Philippe Rameau
Jean-Philippe Rameau (botezat în 25 septembrie 1683 la Dijon - d. 12 septembrie 1764 la Paris) a fost un compozitor și muzicolog francez.

## Biografie
Jean-Philippe Rameau este unul dintre cei mai importanți compozitori ai epocii sale, totodată fiind și un reputat teoretician, autor al unui celebru tratat de armonie, apărut în anul 1722, tratat care reprezenta o lucrare de referință în Baroc. Printre realizările sale se numără perfecționarea stilului lui Jean-Baptiste Lully în ceea ce privește opera; introduce noi dansuri franceze în suită și contribuie la definirea limbajului tonal. Este un preclasic al orchestrei simfonice, lui aparținându-i multe dintre efectele timbrale și de orchestrație care vor aduce mai târziu celebritatea acestui gen muzical. Rameau prefera stilul polifonic imitativ și mult simplificat față de cel al contemporanilor Johann Sebastian Bach și Georg Friedrich Haendel. Melodia arpegiată a clavecinului, instrument reprezentativ pentru creația franceză barocă, este rafinată și ornamentată.
Polemizează în așa-numita „ceartă a bufonilor” cu admiratorii lui Jean-Baptiste Lully, care îi reproșau că muzica sa transformă opera într-un „barbarism”, opus galanteriei și eleganței opulente, lipsei de probleme, divertismentului pur, dorit de o parte a publicului. Cearta a început în anul 1753, în urma reprezentației la Paris a operei lui Giovanni Battista Pergolesi, numită „La serva padrona” (it. „Servitoarea stăpână”). De fapt, disputa se ducea între opera tradițională franceză (care aborda în continuare subiecte serioase) și cea italiană, care aborda subiecte comice, cunoscută sub denumirea de „opera buffa” („opera comică”).

## Opera

### Piese instrumentale
- 5 pièces de clavecin en concert (1741)
- 3 livres de pièces pour le clavecin (3 culegeri de piese pentru clavecin 1706 - 1724 - 1728)
- La Dauphine (1747).

### Opere
Indicate sunt anul și locul unde a avut loc premiera.
- Hippolyte et Aricie 1733 Paris
- Samson 1733 - muzica s-a pierdut
- Castor și Pollux 1737 Paris
- Dardanus 1739 Paris
- La Princesse de Navarre 1745 Versailles
- Platée 1745 Versailles
- Zoroastre 1749 Paris
- Linus 1751 - muzica s-a pierdut
- Le procureur dupé sans le savoir 1758/9 Paris
- Les Paladins 1760 Paris
- Les Boréades 21 iulie 1982 Aix-en-Provence

### Opere balet
- Les Indes galantes Indiile galante 1735 Paris
- Les Fêtes d'Hébé Serbările Hebei 1739 Paris
- Les Fêtes de Polymnie 1745 Paris
- Le Temple de la Gloire 1745 Versailles
- Les fêtes de l'Hymen et de l'Amour sau Les Dieux d'Egypte 1747 Versailles
- Les surprises de l'Amour (Surprizele lui Amor) 1748 Versailles

### Opere eroice
- Zaïs 1748 Paris
- Naïs  1749 Paris
- Acanthe et Céphise 1751 Paris
- Daphnis et Eglé 1753 Fontainebleau
- Lysis et Délie 1753 - muzica s-a pierdut

### Balete
- Pygmalion

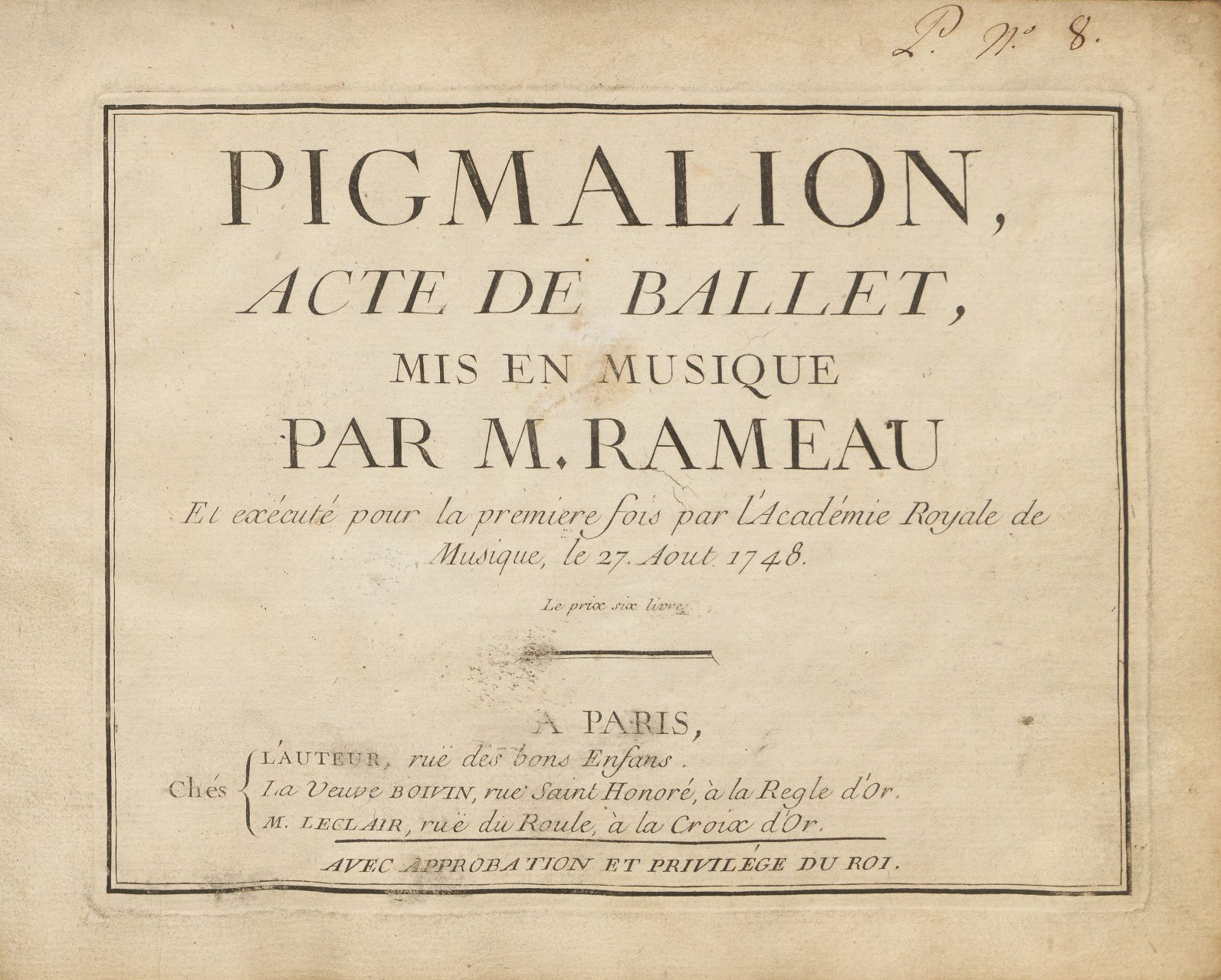
Pigmalion, 1748

- La naissance d'Osiris (Nașterea lui Osiris)
- La Guirlande
- Anacréon (Libretto de Cahuzac)
- Anacréon (Libretto de Gentil-Bernard)
- Les Sybarites
- Nélée et Myrthis
- Io
- Zéphyre

### Cantate
- Les amants trahis
- L'impatience
- Aquilon et Orithie
- Orphée
- Thétis
- Le Berger Fidèle

### Motete
- Deus noster refugium
- Quam dilecta
- In convertendo
- Laboravi

### Scrieri teoretice (selecție)
- Traité de l’harmonie reduite à ses principes naturels, Tratat de armonie redusă la principiile ei naturale, Paris 1722

Această lucrare a stârnit o revoluție în teoria muzicii. Jean-Philippe Rameau a fost revoluționarul „legii fundamentale” sau a ceea ce el a numit „basul fundamental” al muzicii occidentale. Puternic influențat de noile moduri de gândire și de analiză carteziene, metodologia lui Rameau a încorporat știința matematicii, comentariile, analizele și un didacticism care a fost destinat în mod special să ilumineze, în mod științific, structura și principiile muzicii. Cu un raționament deductiv atent, Rameau a încercat să deducă principiile universale ale armoniei din cauze naturale. Tratatele anterioare privind armonia au fost pur practice; Rameau a pus bazele unui nou raționalism filozofic, fiind cunoscut în Franța drept „Isaac Newton al muzicii”. Faima lui s-a răspândit ulterior în întreaga Europă, iar tratatul său a devenit o sursă definitivă în teoria muzicii, dând contur instruirii în muzica occidentală care persistă până în prezent.
- Nouveau système de musique théorique, Noul sistem al muzicii teoretice, Paris 1726
- Dissertation sur les différentes méthodes d’accompagnement pour le clavecin, ou pour l’orgue, Paris 1732
- Génération harmonique, ou Traité de musique théorique et pratique, Paris 1737
- Démonstration du principe de l’harmonie (cu D. Diderot), Paris 1750
- Nouvelles réflexions sur le principe sonore 1758–1759, MS, I-Bc
- Code de musique pratique, ou Méthodes pour apprendre la musique ... avec de nouvelles réflexions sur le principe sonore (cu F. Arnaud), Paris 1760